# Le Chevalier de Toggenburg
Pour les articles homonymes, voir Toggenburg.
 (septembre 2008).
Si vous disposez d'ouvrages ou d'articles de référence ou si vous connaissez des sites web de qualité traitant du thème abordé ici, merci de compléter l'article en donnant les références utiles à sa vérifiabilité et en les liant à la section « Notes et références ».
Le Chevalier de Toggenburg (Ritter Toggenburg) est une ballade de Friedrich von Schiller (1797). Très populaire en Allemagne, elle a été mise en musique sous forme de lied par Johann Rudolf Zumsteeg en 1800 et Franz Schubert en 1816.

## L'histoire
Le sujet est l'amour impossible : Toggenburg aime une jeune fille qui ne l’aime pas. Il part en Terre sainte pour tenter de l’oublier. Malheureusement ce voyage n’a pas l’effet escompté et à son retour il découvre que la belle a pris le voile. Il construit une cabane de pauvre hère en face du couvent avec pour seul espoir quotidien d'apercevoir sa bien-aimée.

## Histoire littéraire
La ballade Le Chevalier Toggenburg est représentative du mouvement préromantique du Sturm und Drang. Elle se situe dans le Moyen Âge imaginaire qui inspira Walter Scott et Victor Hugo. Comme Les Souffrances du jeune Werther de Goethe, elle évoque un amour impossible ; les passions y sont exacerbées et l’on y pleure beaucoup.

## Le texte
- Texte original en allemand : Ritter Toggenburg
- Version sonore en allemand :
- Traduction du texte en français : Le Chevalier Toggenburg